# Tề Tâm
Tề Tâm (tiếng Trung: 齐心; sinh ngày 3 tháng 11 năm 1926) là một thành viên của Đảng Cộng sản Trung Quốc, người đã viết nhiều bài báo khác nhau về gia đình. Bà là vợ của Tập Trọng Huân và là mẹ của Tập Cận Bình, Tổng Bí thư Đảng Cộng sản Trung Quốc – Chủ tịch nước Cộng hòa Nhân dân Trung Hoa.

## Thuở nhỏ
Tề Tâm sinh năm 1926. Cha bà là Tề Hậu Chi, là người đứng đầu văn phòng luật sư trong Tập đoàn Quân thứ ba của Chính phủ Quốc dân trong cuộc Bắc phạt.
Năm 1938, trong Chiến tranh Trung-Nhật lần thứ hai, bà đã theo học trường trung học nữ sinh ở Bắc Kinh. Sau khi Bắc Kinh rơi vào quân đội Nhật Bản, chị gái Tề Vân đưa bà đến Đồn Lưu, Sơn Tây, để gia nhập Bát lộ quân. Tề Vân đã gửi bà cho đội nữ sinh của Trường Đại học Quân sự và Chính trị kháng Nhật.
Sau đó vào mùa đông năm 1939, bà chuyển đến chi nhánh cán bộ nữ của trường Can ở huyện Trường Trị, nơi bà phục vụ như là một gia sư và đội ngũ lãnh đạo.. Bà tham gia chiến đấu tại thị trấn Âm Thành và Tây Hỏa. Bà vào trường Trung ương Đảng vào năm 1941, sau đó được gửi đến trường trung học của trường Đại học Diên An vào năm 1942. Bà kết hôn với Tập Trọng Huân vào tháng 4 năm 1944, rồi sau khi tốt nghiệp trường vào cuối năm đó, bà đã đi đến một ngôi làng nông thôn để làm việc.

## Sự nghiệp
Năm 1952, bà cùng chồng là Tập Trọng Huân đến Bắc Kinh để ông có thể làm trưởng phòng tuyên truyền. Năm 1953, bà ghi danh vào Viện chủ nghĩa Mác. Sau khi tốt nghiệp, bà tiếp tục làm việc tại viện, nằm khá xa nhà của gia đình và yêu cầu chồng bà chăm sóc con cái của họ. Bà đã đến thăm các trường cấp tỉnh và cấp huyện do chính phủ cộng sản thành lập như một nhà tư vấn. Người ta cho rằng vị trí này giúp cho gia đình bà được bảo vệ tương đối tốt trong Cách mạng Văn hóa, khi chồng bà bị lên án, nhưng không bị cầm tù. Bà được yêu cầu đi cùng chồng đến Lạc Dương vào năm 1975, để chăm sóc ông trong khi ông vẫn đang bị điều tra.
Một bộ phim tài liệu về bà được thực hiện năm 2001, trình bày chi tiết nền tảng cách mạng của bà, có tiêu đề Trung thành và Đáng tin cậy —— Vợ của Tập Trọng Huân. Tác phẩm này cũng nhấn mạnh sự giáo dục mà bà đã trao cho con cái của mình và những kỳ vọng cao mà bà có được trong công việc của họ.

## Cuộc sống cá nhân
Bà gặp Tập Trọng Huân vào năm 1943 khi đang theo học tại trường trung học Tuy Đức. Vào thời điểm đó, Tập Trọng Huân vẫn còn kết hôn với người vợ đầu tiên của mình, Hác Minh Châu, người mà ông có ba đứa con. Sau đó, người đứng đầu giáo dục tại Đại học Quân sự và Chính trị kháng Nhật đã viết thư cho Tập, giới thiệu Tề Tâm, sau khi gặp em gái và cha bà. Sau khi gửi cho Tập bản giới thiệu bản thân, hai người đã kết hôn tại văn phòng đảng quận Tuy Đức vào ngày 28 tháng 4 năm 1944. Họ có con đầu tiên vào năm 1949, con gái tên là Tập Kiều Kiều, tiếp theo là một cô con gái khác tên là Tập An An, và hai con trai tên là Tập Cận Bình và Tập Viễn Bình.